# Гостиницы (деревня)
Гостиницы — деревня в Сонковском районе Тверской области. Входит в состав Горского сельского поселения.

## География
Находится в восточной части Тверской области на расстоянии приблизительно 14 км по прямой на запад-северо-запад от районного центра поселка Сонково.

## История
Деревня была отмечена еще на карте 1825 года. В 1859 году здесь (тогда деревня Гостинницы или Полугостинницы Бежецкого уезда Тверской губернии) было учтено 18 дворов.

## Население
Численность населения: 122 человека (1859 год), 4 (русские 75 %) в 2002 году, 0 в 2010.